# Maria Howard Weeden
Maria Howard Weeden (6 de julio de 1846 - 12 de abril de 1905), quien firmó su trabajo y publicó como Howard Weeden, fue una artista y poeta estadounidense de Huntsville, Alabama. Después de la guerra civil estadounidense, comenzó a vender sus pinturas, que incluían retratos de muchas personas libres afroamericanas. Expuso su trabajo en Berlín y París en 1895, donde fue bien recibido. Publicó cuatro libros con sus poemas de 1898 a 1904, ilustrados por ella misma. Fue incluida póstumamente en el Salón de la Fama de las mujeres de Alabama en 1998. 

## Biografía
Weeden nació el 6 de julio de 1846 en Huntsville, Alabama, seis meses después de la muerte de su padre, el Dr. William Weeden, quien también había sido un plantador próspero. Su madre era su segunda esposa, la ex viuda Jane (nacida Urquhart) Watkins. Weeden y sus cinco hermanos mayores fueron criados por su madre en Weeden House en Huntsville.
Durante la Guerra Civil, el Ejército de la Unión se hizo cargo de su casa para uso de sus oficiales cuando ocupó la ciudad en 1862. La familia primero se mudó a los cuartos de esclavos. Cuando Jane, una de las hijas mayores de Weeden, asistía a la universidad en Tuskegee, Alabama, la madre mudó al resto de la familia allí. Maria Weeden también asistió a la misma escuela, Tuskegee Female College durante los años de guerra. (Más tarde se conoció como Huntingdon College). Había escrito poesía y pintado desde la infancia, y en la universidad estudió con el pintor William Frye.
Después de regresar a Huntsville, Weeden comenzó a pintar tarjetas, folletos y pequeños regalos para vender y ayudar a su familia. Algunas eran acuarelas de flores y paisajes. También dictó clases de arte.

## Carrera

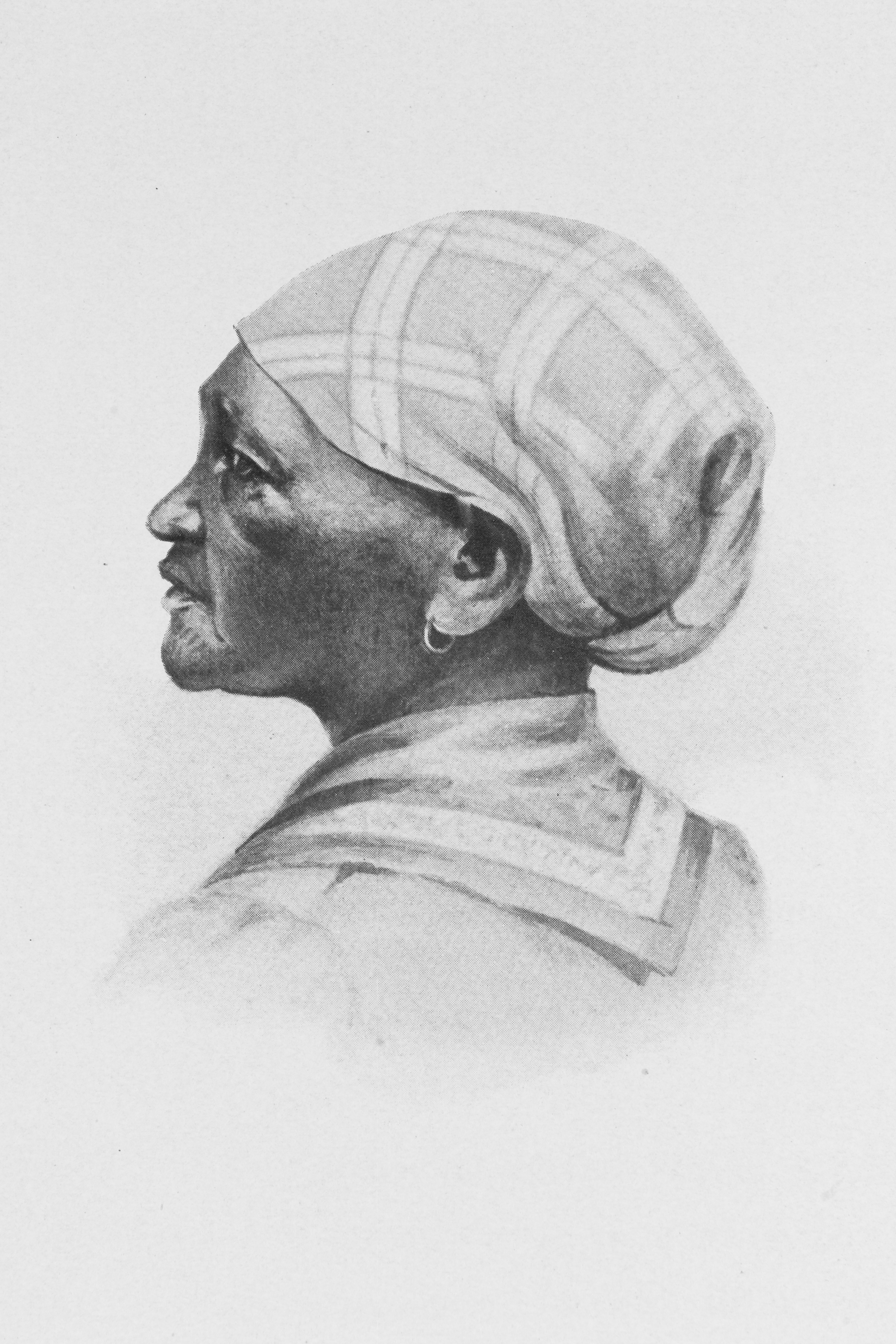
Un retrato de Weeden acompañando un poema en Shadows on the Wall (1898).

En 1893 Weeden asistió a la Exposición Mundial Colombina en Chicago, donde quedó consternada por los artistas cuyas obras con hombres y mujeres libres los mostraban en un estilo de caricatura para los espectáculos de juglares. Regresó a Huntsville decidida a expresar la plena humanidad y dignidad de los libertos. Sus pinturas incluían imágenes de muchos afroamericanos liberados que trabajaban como sirvientes para ella y las familias de sus amigos. Mientras pintaba, escuchaba sus relatos de vida y cuentos populares, y más tarde adaptó algunos de estos como poemas, que escribió en dialecto negro. También pintó un retrato de Saint Bartley Harris, un destacado pastor afroamericano de Huntsville, Alabama.
En la década de 1890, Joseph Edwin Washington y su esposa Mary Bolling Kemp Washington, propietaria de la plantación Wessyngton en el condado de Robertson, Tennessee, le encargaron a Weeden que hiciera retratos de varios de sus sirvientes afroamericanos, que se habían quedado a trabajar para ellos como libertos después de la emancipación. Estas obras tenían un tamaño de aproximadamente 5 "x 7", y algunas se completaron en pastel. Se decía que la miopía de Weeden había contribuido a que ella hiciera retratos muy detallados con un "acabado en miniatura". También se cree que pudo haber trabajado a partir de fotografías de personas. 
En 1895, Weeden exhibió varios retratos de hombres y mujeres libres afroamericanos en Berlín y París, donde fueron bien recibidos. Sus cuadros fueron elogiados por los escritores Joel Chandler Harris y Thomas Nelson Page y Harris escribió el prólogo de su libro Bandanna Ballads (1899).
Weeden también escribió poesía, y combinó poesía y arte en sus cuatro libros publicados entre 1898 y 1904. Algunos de sus poemas fueron escritos en el dialecto negro, ahora conocido como inglés afroamericano, ya que ella se inspiró en las historias y cuentos populares que le contaban cuando estaban sentados para retratarlos.
Entre 1866 y 1896, Weeden también contribuyó con numerosos ensayos y cuentos al Observador Cristiano Presbiteriano, bajo el seudónimo de "Flake White". Estos fueron recopilados y reimpresos en 2005.

## Vida personal y muerte
Weeden nunca se casó. Ella y su hermana soltera Kate vivieron en la Casa Weeden. Weeden murió de tuberculosis a los 59 años el 12 de abril de 1905 en Huntsville.  En 1998, Weeden fue incluida póstumamente al Salón de la Fama de las mujeres de Alabama.

## Obras
- Weeden, Howard (1898). Shadows on the Wall.
- Weeden, Howard (1899). Bandanna Ballads.
- Weeden, Howard (1901). Songs of the Old South.
- Weeden, Howard (1904). Old Voices.
- Weeden, Howard (2005).  Huff Fisk; Wright Riley, eds. Lost Writings of Howard Weeden as "Flake White". Huntsville: Big Spring Press. ISBN 9780976583608. OCLC 60669383.

## Otras lecturas
- Cowie Patrick, Pamela (1989). Maria Howard Weeden: The Gentle Artist. Huntsville, Alabama: Writers Consortium Books. OCLC 20031201.